# 阿兰娜·乌瓦奇
阿兰娜·乌瓦奇（Alanna Ubach，1975年10月3日—）是一位美国女演员。她生于美國加州唐尼 ，她的父亲来自波多黎各圣胡安，母亲来自墨西哥錫那羅亞州。 她曾出演律政俏佳人、金法尤物2：白宮粉緊張、非常外父生擒霍老爺、修女也疯狂2、重磅腥聞、寻梦环游记、亢奋 、謎飛空姐、比克曼的世界等電影和電視劇。她還为神奇蜘蛛、小布与伟仔、歡迎來到韋恩、霹雳小旋风、飆風雷哥等動畫電影配音。